# Леонард (Техас)
Леонард (англ. Leonard) — місто (англ. city) в США, в окрузі Фаннін штату Техас. Населення — 1987 осіб (2020).

## Географія
Леонард розташований за координатами 33°23′0″ пн. ш. 96°14′48″ зх. д. / 33.38333° пн. ш. 96.24667° зх. д. (33.383261, -96.246608).  За даними Бюро перепису населення США в 2010 році місто мало площу 5,95 км², уся площа — суходіл.

## Демографія
Згідно з переписом 2010 року, у місті мешкало 1990 осіб у 752 домогосподарствах у складі 522 родин. Густота населення становила 334 особи/км².  Було 863 помешкання (145/км²).
Расовий склад населення:
| - 87,5 % — білих - 4,7 % — чорних або афроамериканців - 1,3 % — корінних американців - 0,2 % — азіатів - 2,8 % — осіб інших рас |

До двох чи більше рас належало 3,6 %. Частка іспаномовних становила 10,9 % від усіх жителів.
За віковим діапазоном населення розподілялося таким чином: 27,9 % — особи молодші 18 років, 57,2 % — особи у віці 18—64 років, 14,9 % — особи у віці 65 років та старші. Медіана віку мешканця становила 36,7 року. На 100 осіб жіночої статі у місті припадало 90,2 чоловіків;  на 100 жінок у віці від 18 років та старших — 83,0 чоловіків також старших 18 років.
Середній дохід на одне домашнє господарство  становив 52 202 долари США (медіана — 37 155), а середній дохід на одну сім'ю — 61 574 долари (медіана — 42 917). За межею бідності перебувало 21,6 % осіб, у тому числі 26,8 % дітей у віці до 18 років та 19,2 % осіб у віці 65 років та старших.
Цивільне працевлаштоване населення становило 829 осіб. Основні галузі зайнятості: освіта, охорона здоров'я та соціальна допомога — 20,3 %, роздрібна торгівля — 15,0 %, виробництво — 15,0 %.